# 판처

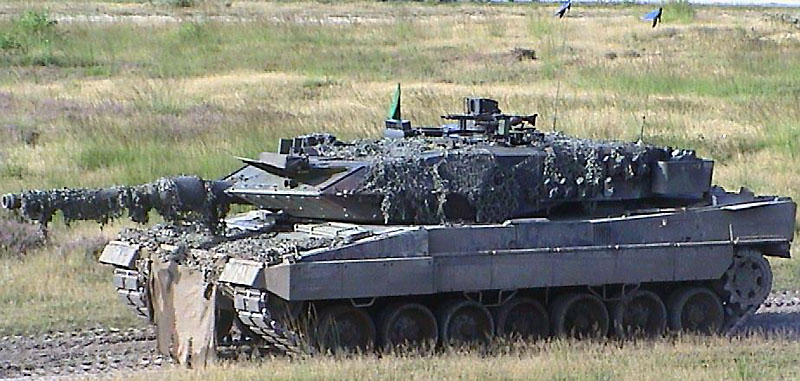
독일의 현대 주력 전차인 레오파르트 2 전차

판처(독일어: Panzer [ˈpantsɐ][*])는 독일어로 장갑(armour)을 의미하는 낱말이다. 또한 전차를 가리키는 말로도 쓰이는데, 이때 정확한 표현은 판처캄프바겐(독일어: Panzerkampfwagen), 즉 "기갑전투차량"이지만 줄여서 "판처"를 전차의 의미로 사용한다.